# László Margit
László Margit (Kolozsvár, 1931. március 17. – Budapest, 2019. április 15.) Liszt Ferenc-díjas magyar operaénekesnő (lírai szoprán), énektanár, érdemes és kiváló művész, a Magyar Állami Operaház és a Halhatatlanok Társulatának örökös tagja. Bajor Nagy Ernő újságíró felesége.

## Élete
1941-ig a kolozsvári konzervatóriumban zongorázni tanult Farkas Ferencnél. Ezután háborús ausztriai gyermekévek következtek, itt megtanulta a jódlizást is.
1947 óta él Magyarországon. Női szabóként dolgozott és a Budapesti Kórusban énekelt alt majd szoprán szólamot. 1951 és 1953 között magánúton énekelni tanult Koranek Jánosnénál.
Berg Ottó amatőr operatársulatának szabadtéri előadásán debütált Gilda szerepében Verdi Rigolettójában. Ugyanebben a társulatban Rossini operájában, A sevillai borbélyban Rosina szerepében lépett fel. 1953-ban a Magyar Állami Operaház magánénekesnek szerződtette. Itt is Gilda lett az első szerepe, majd kisebb szerepek után 1960-ban A varázsfuvolában Pamina szerepkörébe ugrott be és ezzel az őt megillető helyre került a társulatban. Mozart- és a bel canto-operák jó koloratúrkészséget igénylő szerepei lettek a legjobb alakításai, rendszerint a vele együtt induló Réti József oldalán. Ténylegesen alakította is szerepeit, mert kiváló énektechnikájához nagyszerű színészi készségek is társultak.
Gyakori szereplője lett koncerteknek, mert otthonosan mozgott az oratórium- és daléneklés Magyarországon mostohán kezelt területén is, de könnyűzenei dalokat is énekelt (pl. Bágya András A legszebb hosszú út dalát.)
Vendégszerepelt az egész német nyelvterületen, Franciaországban és a volt szocialista országokban.
Énekesként 1986-ban búcsúzott el a közönségtől, de az Operaháznak utána is tagja volt, 1994 óta immár örökös tagként.
1970-ben kezdett éneket tanítani, előbb magántanítványai voltak, majd 1986-tól a budapesti Szent István Gimnázium magánénektanára lett, 1989-től az Operaház énekmestere, később pedig a Zeneakadémia docense lett.
1996-ban szívinfarktuson esett át.
1997-től éveken át a Bartók Rádió Muzsikáló délután című műsorának egyik vezetője volt.
Élete végén Budapest közelében élt 2010-ig szeretett férjével, Bajor Nagy Ernővel megosztott birtokán.

## További szerepei
(A Színházi adattárban regisztrált bemutatóinak száma: 40.)
ősbemutatói
- Polgár Tibor: A kérők – szakácsnő
- Láng István: Pathelin mester – Juliette
- Ribáry Antal: Lajos király válik – osztrák hercegnő

egyéb
- Claudio Monteverdi: Poppea megkoronázása – Drusilla
- Mozart: Figaro házassága – Grófnő, Susanna, Barbarina, egy leány
- Mozart: A színigazgató – Mademoiselle Silberklang
- Mozart: Così fan tutte – Despina
- Mozart: Szöktetés a szerájból – Konstanze, Blondchen
- Donizetti: Az ezred lánya – Marie
- Gluck: Orfeusz és Euridiké – Euridiké
- Bizet: Carmen – Micaëla
- Benjamin Britten: Koldusopera – Lucy Luckit
- Muszorgszkij: Borisz Godunov (opera) – Kszenyija
- Puccini: Bohémélet – Mimi
- Richard Strauss: Ariadne Naxos szigetén – Najád
- Ifj. Johann Strauss: A denevér – Adél
- Ifj. Johann Strauss: A cigánybáró – Mária Terézia császárné, Arzéna
- Offenbach: Orfeusz az alvilágban – Juno

## Magyar Rádió
- Kemény Egon–Erdődy János: „A messzetűnt kedves” (1965) Történelmi daljáték. Szereplők: Fazekas Mihály – Simándy József/Darvas Iván, Pálóczi Horváth Ádám – Palócz László/Láng József, Ámeli – László Margit/Domján Edit, Julika – Andor Éva/Örkényi Éva. Zenei rendező: Ruitner Sándor. Rendezte: László Endre. A Magyar Rádió Szimfonikus Zenekarát Bródy Tamás vezényelte, közreműködött a Földényi kórus.

## Diszkográfia
CD-k
- Farkas Ferenc: A bűvös szekrény – Zulejka Hungaroton HCD 32419-20
- Poldini Ede: Farsangi lakodalom – a nemzetes asszony Hungaroton HCD 31974-75
- Giuseppe Verdi: Rigoletto – Gilda Hungaroton HCD 31808-09
- Ifj. Johann Strauss: A denevér – Adél Hungaroton HCD 16558-59
- Farkas Ferenc: Cantus Pannonicus Hungaroton HCD 31852
- Rossini: A sevillai borbély – „Rosina” Hungaroton

## Díjai
- 1961 – Liszt Ferenc-díj
- 1973 – Érdemes művész
- 1974 – Magyar Rádió és Televízió nívódija
- 1981 – Kiváló művész
- 1994 – Magyar Állami Operaház örökös tagja
- 1997 – Bartók–Pásztory-díj
- 2000 – Déryné-dij
- 2010 – Örökös tag a Halhatatlanok Társulatában